# USS Besugo (SS-321)
Za druga plovila z istim imenom glejte USS Besugo.
USS Besugo (SS-321) je bila jurišna podmornica razreda balao v sestavi Vojne mornarice Združenih držav Amerike.
Med letoma 1966 in 1975 je bila podmornica posojena Italijanski vojni mornarici.